# Мендиярова, Шамшагуль Мырзабековна
Шамшагуль Мырзабековна Мендиярова (род. 14 мая 1947, Каратальский район, Талды-Курганская область, Казахская ССР) — советская и казахская актриса кино и театра. Заслуженная артистка Республики Казахстан (1996).

## Биография
Родилась в Талды-Курганской области, в с. Кызылбалык.
В 1970 г закончила двухгодичную театральную студию при Каздрамтеатре им. М.Ауэзова. С тех пор беспрерывно работает в театре.
С 1970 г. актриса Казахский государственный академический театр драмы имени М. О. Ауэзова
В 1990 г. окончила исторический факультет Казахского Государственного Женского Педагогического института.

## Основные роли на сцене
- Из народной классики и современной драматургии: Шолпан в спектакле «Айман — Шолпан» М. Ауэзова (А. Мамбетов), Текти в «Карагозе», Нарбота в «Светлой любви» С. Муканова, Майра в «Майре» А. Тажибаева, Макпал в «Легенде степи» К. Мукашева, Гулзипа в «Печаль матери» Б. Римовой, Байбише в «Жертва» К.Ыскака, Айгерим в символической драме «Абай десем….», домработница в «Седьмой палате» А. Сулейменова, старуха в «Сокращении штата», Шокиш в «Ангеле с дьявольским лицом» Р. Мукановой, Гулжахан в «Свадьбе Кырманбая» Т. Нурмаганбетова", Мама Шамши в «Цыганской серенаде» И. Сапарбая, Черная старуха в комедии «Смеяться или плакать?» Е. Жуасбека, старуха в реквиеме «Есть ли яд не испитый мной?» Иран — Гайыпа (реж. О. Кенебаев) и др.
- Из мировой классики и современной драматургии: Жихан в «Башмачке» Д. Файзи, Адела в «Доме Бернарды Альбы» Г. Лорка, Анпи в «Сестре Чарлея» Б. Томаса, Сумасшедшая женщина в «Слепых» М. Метерлинка, Старушка в «Белом пароходе» Ч. Айтматова, Селестина в «Принцессе Турандот» К. Гоцции, Вежливая старушка в драме «Давайте жить не нанося боль друг другу» Б. Жакиева, Старуха в «Лавине» Т. Жуженоглу и др.
- Ш. Мендиярова не только актриса, она владеет мелодичным голосом, поет. Стоит отметить, что она наизусть поет оригинальную версию песни «Сегизаяк» Абая.(Актриса спела эту песню в спектакле «Абай десем…», где она играла Айгерим, спектакль поставлен в честь 150 летия Абая, е учитель Х. Елебекова). Послушать ее приятный, красивый голос можно посмотрев спектакли «Свадьба Кырманбая», «Цыганская серенада».

## Кинороли
- Сырга в двухсерийном фильме «Суржекей — ангел смерти», режиссера киностудии «Казахфильм» — Д. Аманбая, Мать в фильме «Мост», женщина в «Казахская история», Асия в фильме «Елим- ай!» A. Айтуарова; а так же снималась в художественных фильмах «Улжан», «Месть», «Самая нежная», «Весна поздно приходит в Астану» и др.
- Выиграла номинацию «лучшая женская роль» в республиканском кинофестивале, за роль Сырга в фильме « Суржекей — ангел смерти».

## Награды
- 1996 (9 декабря) — Присвоено почётное звание «Заслуженная артистка Республики Казахстан» (за заслуги в области казахского театрального и киноискусства)[1]
- 2020 (3 декабря) — Орден «Курмет»[2]